# Lilián Celiberti
Lilián Celiberti (Blanquillo, 3 de desembre de 1949) és una mestra i feminista uruguaiana. Va iniciar la seva militància mentre estudiava magisteri. Va ser presa política durant la dictadura militar al seu país amb vint-i-un anys i va viure l'exili a Itàlia. És coordinadora de Cotidiano Mujer i participa de l'Articulació Feminista Marcosur (AFM), promovent el desenvolupament d'un camp polític feminista a nivell regional i global.

## Trajectòria
El 1965, amb setze anys, comença a estudiar magisteri el que després motivarà en ella una consciència social amb la indignació com a motor. Va integrar un grup d'acció sociopedagògica amb els seus companys de magisteri amb el qual recorrien escoles rurals. Un any més tard és elegida part de la directiva del seu centre estudiantil. Aquests anys marcarien l'empremta política i social de Celiberti. Molts dels seus companys de generació anys després seran «desapareguts», entre ells Elena Quinteros i Gustavo Insaurralde.
El 1972, amb vint-i-un anys, quan Celibert treballava de mestra en una escola del barri Cerro i militava en a la Federació Anarquista Uruguaiana (FAU) va ser detinguda per militars uruguaians. Durant dos anys passa per diverses casernes i per la presó de Punta de Rieles. Atès que la seva causa no era judicial i gràcies a una clàusula que la seva família va gestionar, aconsegueix sortir de presó i s'exilia a Itàlia, ja que la clàusula no permetia l'exili a cap altre país de Llatinoamèrica. A Itàlia, Celiberti s'acosta al feminisme, ja que a Milà hi havia un gran moviment de dones que acabaven de guanyar la legalització del divorci i feien campanya per l'avortament.
El 1976 es vincula al Partit per la Victòria del Poble (PVP), que havia estat fundat a Buenos Aires el 1975. Més tard, el 12 de novembre de 1978, en l'operació denominada el segrest dels uruguaians, va ser segrestada al costat de Universindo Rodríguez i els seus dos fills, Camilo i Francesca, de vuit i tretze anys. Va ocórrer a la ciutat brasilera de Porto Alegre, capital de Río Grande do Sul, quan alts oficials de l'exèrcit uruguaià van viatjar-hi en secret amb el consentiment del règim militar brasiler. L'operació va ser denunciada per diversos mitjans de comunicació i per això va fracassar, i es va evitar que els segrestats fossin assassinats. La denúncia del segrest va constituir un escàndol internacional que va violentar els règims militars de Brasil i d'Uruguai. És així que Celiberti aconseguí enganyar els militars i gràcies a la solidaritat d'uns periodistes brasilers salvà la seva vida, la dels seus fills i la de Universindo Rodríguez.
Celiberti va estar presa durant cinc anys a la presó de Punta de Rieles, el centre de reclusió on van ser detingudes la major part de les preses polítiques durant la dictadura. El testimoniatge de la seva permanència a la presó va ser recollit en el llibre Mi habitación, mi celda, a partir d'entrevistes amb Lucy Garrido.
Amb la tornada a la democràcia el 1984, ella i el seu marit van ser alliberats i van testimoniar detalls del segrest. El 1991, a través de la iniciativa del governador Pedro Simón, l'estat de Rio Grande do Sul va reconèixer oficialment el segrest dels uruguaians i els va compensar. El govern democràtic del president d'Uruguai Luis Alberto Lacalle va fer el mateix un any després.
Celiberti, al costat d'altres dones com Elena Fonseca i Ana María Colucci, creà el 1985 el col·lectiu feminista Cotidiano Mujer. Avui dia compta amb més de 18 publicacions a l'àrea de feminisme.

## Obra publicada
- Entre el techo de cristal y el piso pegajoso. Coordinació. Cotidiano Mujer 2011
- Puede y debe rendir más. Una mirada feminista a la formación docente en Uruguay. Coordinació. Cotidiano Mujer 2011
- Diálogos Complejos: la mirada de las mujeres sobre el buen vivir. Coordinació. Cotidiano Mujer 2010
- El diálogo como práctica política en: Diálogos Complejos: la mirada de las mujeres sobre el buen vivir. Cotidiano Mujer 2010
- Disputas democráticas: las mujeres en los espacios de representación política. Lilián Celiberti i Niki Johanson. Fesur, Montevideo, 2010
- Crisis Civilizatoria: crisis de los cuidados. Revista “Amandla”, Sud-àfrica. Desembre 2010
- El Foro Social Mundial como práctica política y utopía crítica. Cuaderno de Crítica Feminista. Anus IV, N.3- dez 2010 Recife, Brasil.
- Los derechos sexuales y reproductivos en tiempos de cambio. Jornadas Género y Democracia en América Latina organitzades per CEPS a València al desembre 2010.
- Imaginarios en Disputa. Programa de Democracia y Transformación global. Lima, Perú, 2011
- Ciudadanías en Debate: los procesos de integración en América Latina. PIDHDD Documents de treball. Maig 2010
- Participación feminista en el MERCOSUR: Desafíos y perspectivas de la Reunión Especializada de la mujer del Mercosur. AECID Des. 2010
- Reflexiones Colectivas, escrituras horizontales. Cotidiano Mujer. Maig 2010
- Nuevos Tiempos; viejos desafíos en Reflexiones Colectivas, escrituras horizontales. Cotidiano Mujer. Maig 2010
- Nuevos tiempos: viejos desafíos. "Feminismo latinoamericano” Revista Venezolana de Estudios de la Mujer, Vol. 14, Núm. 33 2009